# Aeroporto Internazionale di Galveston Scholes
L'Aeroporto Internazionale di Galveston Scholes (IATA: GLS, ICAO: KGLS) è un aeroporto civile statunitense situato in Texas a 3 miglia a sud-ovest di Galveston. Utilizzato esclusivamente per i voli dell'aviazione generale, l'aeroporto, situato a 2 m s.l.m., dispone di un unico terminal passeggeri e di due piste lunghe 1.829 metri: una in asfalto/calcestruzzo con orientamento 14/32 e l'altra in calcestruzzo con orientamento 18/36. L'aeroporto in passato ha ospitato il Lone Star Flight Museum.